# Drosanthemum aureopurpureum
Drosanthemum aureopurpureum är en isörtsväxtart som först beskrevs av L. Bol., och fick sitt nu gällande namn av L. Bol. Drosanthemum aureopurpureum ingår i släktet Drosanthemum och familjen isörtsväxter. Inga underarter finns listade i Catalogue of Life.